# 有你就是家
《有你就是家》（法語：Tori et Lokita）是尚-皮耶·達頓、盧·達頓執導的2022年比利時電影 。該片於2022年5月24日在第75屆坎城影展上首映，並角逐金棕櫚獎，並獲得75週年紀念獎。